# Цивковцы
Цивковцы (укр. Цівківці) — село в Новоушицком районе Хмельницкой области Украины.
Население по переписи 2001 года составляло 387 человек. Почтовый индекс — 32616. Телефонный код — 3847. Занимает площадь 1,74 км². Код КОАТУУ — 6823381003.

## Местный совет
32616, Хмельницкая обл., Новоушицкий р-н, с. Браиловка